# تشیئو، هوکایدو
تشیئو، هوکایدو (به لاتین: Teshio, Hokkaido) یک منطقهٔ مسکونی در ژاپن است که در Rumoi Subprefecture واقع شده‌است. تشیئو ۳٬۲۴۱ نفر جمعیت دارد.